# Stefan I z Sancerre
Stefan I (ur. 1133, zm. 21 października 1190 pod Akką) – hrabia Sancerre, trzeci syn Tybalda II, hrabiego Szampanii, i Matyldy, córki Engelberta II z Karyntii. Młodszy brat Henryka I, hrabiego Szampanii, i Tybalda V, hrabiego Blois.
Hrabią Sancerre został po śmierci ojca w 1152, kiedy wraz ze starszymi braćmi dokonał podziału ojcowskiego dziedzictwa. Jego dział był najmniejszy ze wszystkich trzech i początkowo Stefan był wasalem Henryka. Podobnie jak wielu członków jego rodziny uczestniczył w ruchu krucjatowym. W 1169 zaoferowano mu rękę jerozolimskiej księżniczki Sybilli. Dzięki temu małżeństwu Stefan miał szansę na jerozolimską koronę, gdyż brat Sybilli, Baldwin, był trędowaty. Stefan wyruszył do Outremer w 1171 w towarzystwie księcia Hugona Burgundzkiego. Małżeństwo nie doszło jednak do skutku, gdyż Stefan odmówił poślubienia Sybilli. Po odwiedzeniu miejsc świętych ruszył w drogę powrotną do Francji. Po drodze planował odwiedzić Konstantynopol. Podczas drogi przez Azję Mniejszą został napadnięty i obrabowany przez ormiańskiego księcia Mleha.
W Sancerre Stefan wybudował 6 zamków oraz ufortyfikował miasto Sancerre. Stał na czele rebelii baronów przeciwko królowi Francji Filipowi II w latach 1181–1185. W 1190 r. zniósł pańszczyznę w swoich posiadłościach. W 1190 razem z bratem Tybaldem i bratankiem Henrykiem wyruszył na III wyprawę krzyżową. Zmarł w październiku 1190 podczas oblężenia Akki.
Jego żoną była od 1153 Adelajda (zm. 1160/1169), córka Godfryda III de Donzy. Miał z nią trzech synów:
- Wilhelm I (1176–1219), hrabia de Sancerre
- Jan (1178 – ok. 1200)
- Stefan (1180–1252)